# پرمانا
پرمانا (به ایتالیایی: Premana) یک کومونه در ایتالیا است که در استان لکو واقع شده‌است.

## خصوصیات
پرمانا ۳۳٫۷ کیلومترمربع مساحت و ۲٬۲۸۵ نفر جمعیت دارد.